# Clanul Dulo
Clanul Dulo sau Casa Dulo a fost numele unei dinastii conducătoare a bulgarilor timpurii. Acesta a fost clanul lui Kubrat, cel care a fondat Vechea Bulgarie Mare pe râul Volga. Din acest clan au mai făcut parte Batbayan, Kuber și Asparuh, cel din urmă fiind care a fondat Bulgaria pe Dunăre.
O genealogie târzie susține că membrii acestui clan sunt descendenții lui Attila Hunul.

## Vezi și
- Tervel al Bulgariei